# Маска Ататюрка
Маска Ататюрка (тур. Atatürk Maskı) — большой бетонный бюст Мустафы Кемаля Ататюрка, основателя современной Турции, расположенный в районе Буджа города Измир. Скульптура была закончена в 2009 году, её возведение обошлось в 4,2 миллиона турецких лир.

## История
Муниципальные власти Буджи заключили договор со скульптором Харуном Аталайманом о возведении памятника Мустафе Кемалю Ататюрку. Скульптура, строительство которой началось в 2006 году, была завершена в 2009 году и обошлась в 4,2 миллиона турецких лир. В сентябре 2010 года в скульптуре был создан музей под названием «Война за независимость» и «Музей 9 сентября», просуществовавшие недолго. В 2018 году частично разрушенный от погодных и климатических условий бюст ремонтировали с помощью опытных альпинистов, так как специальный кран не мог добраться до некоторых мест памятника.

## Описание
Маска Ататюрка имеет высоту в 42 метра, что делает её самой высокой рельефной скульптурой в Турции и десятой такой во всём мире. Она была построена с использованием специального каркаса, а не была вырублена в склоне горы как ей подобные. Фактически памятник представляет собой стальную конструкцию, основу которой составляет пространственная рама. В левом нижнем углу скульптуры выбита цитата Ататюрка «Мир дома — мир во всём мире» и его подпись.